# メンデ語
メンデ語 (Mɛnde yia)はシエラレオネの主要な言語である。隣国リベリアやギニアでも話されている。話者はメンデ族と南部シエラレオネのリングワ・フランカとして利用している他の部族の人々の両方である。
メンデ語は声調言語であり、ニジェール・コンゴ語族のマンデ語派に属する言語である。
1921年にキシミ・カマラはメンデ語のために音節文字であるメンデ文字（キカクイとも呼ばれる）を発明した。その文字はしばらく広く普及していた。しかし、アルファベットを使用した正書法に置き換わっている。
メンデ語は、映画の『アミスタッド』と『ブラッド・ダイヤモンド』の中で広く使用されていた。

## 関連文献
英語:
- Aginsky, Ethel G. (1935). “A Grammar of the Mende Language”. Language 11 (3). doi:10.2307/522079. NCID BA72130537
- Innes, Gordon (19). A Practical Introduction to Mende. London: School of Oriental and African Studies. NCID BA28056537 (2nd imprint: 1971).